# Oregon (Illinois)
Oregon je grad u američkoj saveznoj državi Ilinois. Prema popisu stanovništva iz 2010. u njemu je živjelo 3.721 stanovnika.